# چشمه علی (مهرستان)
چشمه علی، روستایی در دهستان بیرک شرقی بخش بیرک شهرستان مهرستان در استان سیستان و بلوچستان ایران است.

## جمعیت
بر پایه سرشماری عمومی نفوس و مسکن در سال ۱۳۹۵، جمعیت این روستا برابر با ۲۸ نفر (۶ خانوار) بوده‌است.